# Liste der Kulturdenkmäler in Niedersimten
In der Liste der Kulturdenkmäler in Niedersimten sind alle Kulturdenkmäler im Stadtteil Niedersimten der rheinland-pfälzischen Stadt Pirmasens aufgeführt. Grundlage ist die Denkmalliste des Landes Rheinland-Pfalz (Stand: 6. März 2023).

## Einzeldenkmäler
| Bezeichnung                       | Lage                               | Baujahr | Beschreibung                                                                 | Bild                                    |
| --------------------------------- | ---------------------------------- | ------- | ---------------------------------------------------------------------------- | --------------------------------------- |
| Evangelische Kirche               | Albert-Siebel-Straße 8 Lage        | 1933    | kleiner Saalbau, 1933                                                        | BW                                      |
| Wohnhaus                          | Am Holzweg 4 Lage                  |         | eingeschossiges Wohnhaus                                                     | BW                                      |
| Sesterstein                       | Lothringer Straße                  |         | niedrig gestufte Säule zur Eichung der Getreidehohlmaße                      | Direkt Bild zu diesem Denkmal hochladen |
| Brunnen                           | Lothringerstraße                   |         | ehemaliger Waschbrunnen                                                      | Direkt Bild zu diesem Denkmal hochladen |
| Kriegerdenkmal                    | Lothringer Straße, bei Nr. 77 Lage | 1910    | Kriegerdenkmal 1870/71, bezeichnet 1910                                      | Fotos hochladen                         |
| Katholische Pfarrkirche Herz Jesu | Lothringer Straße 89 Lage          | 1915–18 | Basilika, barockisierender Heimatstil, 1915–18, Architekt Wilhelm Schulte I. | Fotos hochladen                         |